# 勝利道1號
勝利道1號是位於香港九龍何文田勝利道的單幢住宅，物業樓高共26層，由永義國際發展（以明熹發展有限公司為名），永義物業管理管理，已於2011年8月入伙。

## 歷史
勝利道1號前身為1幢共20個單位的唐樓勝利樓，地盤面積約6,500平方呎。於2006年，永義國際已以1.397億港元購入其中18個單位，並在同年11月申請強制拍賣。
及後於2007年，發展商終成功收購餘下2個單位，以1.5億港元完成收購整個項目，無須進行強制拍賣。發展商把其興建為商住項目，即「勝利道1號」。

## 簡介
由於物業位於傳統住宅區何文田，及鄰近購物區旺角，開售呎價由$10,000起。物業共高26層，但則有30樓（不設4、13、14及24樓），其中地下及一樓設有3個店鋪，而M層則為機電層，另三樓為會所，其設施包括健身室、燒烤區、寵物公園等，為少數設有寵物公園的物業。
五樓以上則是住宅，一梯一或三伙，一共63個單位，單位由約350至1,300平方呎，而售樓處曾設於香港紗廠大廈第6期。

## 附近物業和建築
- 富威花園
- 新麟閣
- 金富大廈
- 域多利大廈
- 香港培正中學
- 培正小學
- 基督教九龍五旬節堂
- 九龍公共圖書館

## 外部連結
- 勝利道1號 官方網頁 （页面存档备份，存于）